# Phyllarthron
Phyllarthron es un género con 19 especies de árboles pertenecientes a la familia Bignoniaceae. Es originario de Madagascar.

## Descripción
Son árboles o arbustos . Sus hojas son opuestas o en verticilos, son estables y se componen de una serie de segmentos claramente separados yuxtapuestos. Las inflorescencias son axilares o terminales en tirsos. El cáliz tiene forma de campana y  con cinco dientes. La corona es de color blanco a rosado, tubular, no en forma de campana e inclinada y membranosa. Los cuatro estambres no se extienden más allá de la corona. Los frutos son en forma de bayas con una superficie lisa que contienen semillas esféricas, sin pelo y sin alas.

## Taxonomía
El género fue descrito por Augustin Pyrame de Candolle y publicado en Annales des Sciences Naturelles; Botanique, sér. 2, 11: 296. 1839.

## Especies
| - Phyllarthron antongiliense - Phyllarthron articulatum - Phyllarthron bernierianum - Phyllarthron bilabiatum - Phyllarthron bojeranum - Phyllarthron cauliflorum - Phyllarthron comorense - Phyllarthron humblotianum - Phyllarthron ilicifolium - Phyllarthron laxinervium | - Phyllarthron madagascariensis - Phyllarthron megaphyllum - Phyllarthron megapterum - Phyllarthron multiflorum - Phyllarthron noronhianum - Phyllarthron poivreanum - Phyllarthron suarezense - Phyllarthron subumbellatum - Phyllarthron thouarsianum |